# Leptodoras acipenserinus
Leptodoras acipenserinus es una especie de pez de la familia Doradidae.

## Morfología
Los machos pueden llegar alcanzar los 20,3 cm de longitud total.

## Hábitat
Es un pez de agua dulce y de clima tropical.

## Distribución geográfica
Se encuentran en la cuenca alta del río Amazonas en Ecuador, el Perú y Brasil.